# Tommy Thompson (calciatore 1928)
Tommy Thompson (Fencehouses, 10 novembre 1928 – 15 settembre 2015) è stato un calciatore inglese, di ruolo attaccante.